# André Lefevere
André Alphons Lefevere (19. června 1945 – 27. března 1996) byl belgický translatolog a lingvista. Spolu s Gideonem Tourym, Jamesem S. Holmesem a Josém Lambertem patří mezi nejvýznamnější badatele, kterým se podařilo vytvořit z translatologie samostatnou disciplínu.

## Život
André Lefevere se narodil 19. června 1945 v Belgii. Mezi lety 1964–1968 studoval na Gentské univerzitě německou filologii, v letech 1968–1970 pokračoval v magisterském studiu literatury na britské University of Essex, kde pak v roce 1972 obhájil i svou disertační práci Prolegomena to a Grammar of Literary Translation (Prolegomena ke gramatice literárního překladu).
Po dokončení studií působil na několika světových univerzitách: nejprve přednášel na Hongkongské univerzitě o evropské literatuře (1970–1973), poté na Antverpské univerzitě o literatuře anglofonní (1973–1984). Od roku 1984 až do své smrti v roce 1996 přednášel na katedře germánských jazyků při Texaské univerzitě v Austinu.
Během svého života navštívil coby hostující profesor hned několik desítek evropských i světových univerzit – jako příklad lze uvést Humboldtovu univerzitu, Newyorskou univerzitu, Univerzitu v Kapském Městě či Univerzitu ve Warwicku, kde působila i translatoložka a Lefeverova dlouholetá spolupracovnice Susan Bassnettová.
Spolu s angličtinou a nizozemštinou ovládal i francouzštinu, němčinu, čínštinu, řečtinu či arabštinu.

## Způsob překladu
Lefevere je řazený mezi manipulacionisty. Členové manipulacionistické překladatelské školy předpokládají, že překladatel při práci musí měnit obsah původního textu, aby ho přizpůsobil poetice nebo ideologii cílové země. Samotný proces překladu je podle Lefevera přepisováním, neboť překladatel nereflektuje výchozí text přesně, ale provádí v něm určité změny, aby jej přizpůsobil cílové kultuře.

## Dílo
Kromě překládání a pedagogické činnosti se věnoval i literární historii, nejvíce se ovšem zasloužil o rozvoj literární komparatistiky a translatologie.
Coby translatolog rozvíjel myšlenku, že překlad je formou přepisu. Překlad totiž vždy vychází z nějakého zdrojového textu a tento zdrojový text je při překladu přizpůsobován ideologii a/nebo poetice cílové kultury. Cílová kultura tudíž tvorbu překladu (stejně jako jeho výslednou podobu) do značné míry omezuje a utváří. Nejrůznější „vnější síly“ (prosazující se např. v nakladatelstvích) potlačují či umocňují takové aspekty literárního díla, které jim pomáhají v dané kultuře upevňovat moc – tato snaha se projevuje např. cenzurou či zákazem díla (anebo autora samotného).
Se Susan Bassnettovou zastávali názor, že „jednotkou překladu není ani tak slovo či text, jako spíše kultura“. Významný americký translatolog Edwin Gentzler tuto jejich myšlenku označil za „skutečný průlom v oboru translatologie“. Podle něj tento pohled na věc představuje „postkoloniální obrat“ v translatologii, který odráží rostoucí význam interkulturality a multikulturality.
Lefevere se rovněž zasazoval o to, aby translatologové ve svých pracích vycházeli z již existující terminologie, a nezatěžovali tak teorii překladu dalšími, mnohdy zbytečně vytvořenými termíny. Translatologie jako taková by podle něj měla být disciplínou především deskriptivní.

### Výběr z díla
- LEFEVERE, André. Translating Poetry: Seven Strategies and a Blueprint. Amsterdam: Van Gorcum, 1975.
- LEFEVERE, André. Translating Literature: The German Tradition. Assen: Van Gorcum, 1977. Dostupné online.
- LEFEVERE, André. Literary Knowledge. Assen: Van Gorcum, 1977.
- LEFEVERE, André. Why waste our time on rewrites? The trouble with interpretation and the role of rewriting in an alternative paradigm. In: HERMANS, Theo. The Manipulation of Literature: Studies in Literary Translation. London: Routledge, 1985.
- LEFEVERE, André. Why waste our time on rewrites? The trouble with interpretation and the role of rewriting in an alternative paradigm. The Manipulation of Literature: Studies in Literary Translation. 1985.
- LEFEVERE, André. Essays in Comparative Literature. Calcutta: Papyrus, 1989.
- LEFEVERE, André. Translating Literature: Practice and Theory in a Comparative Literature Framework. New York: MLA, 1992.
- LEFEVERE, André. Translation, Rewriting, and the Manipulation of Literary Fame. London/New York: Routledge, 1992. Dostupné online.
- LEFEVERE, André. Translation: Culture/History: A Source Book. London/New York: Routledge, 1992.
- LEFEVERE, André; BASSNETT, Susan. Constructing Cultures. London: Multilingual Matters, 1997.